# Friedrich Guggenberger
Friedrich Guggenberger (Monaco di Baviera, 6 marzo 1915 – Erlenbach am Main, 13 maggio 1988) è stato un ammiraglio tedesco.
Ufficiale della Marina tedesca imbarcato sui sommergibili durante la seconda guerra mondiale, fu insignito della Croce di Cavaliere della Croce di Ferro con Fronde di Quercia. Catturato dagli statunitensi il 17 luglio 1943, dopo l'affondamento del sommergibile U-513 avvenuto al largo delle coste brasiliane, trascorse il resto del conflitto in prigionia, venendo definitivamente liberato nell'agosto 1946. Fu sposato dal 16 novembre 1940 con Lieselotte Fischer, da cui ebbe quattro figli. Ritornato alla vita civile, si laureò in architettura. Nel 1956 rientrò in servizio attivo nella Bundesmarine, e dopo un periodo di aggiornamento presso il Naval War College di Newport (Rhode Island), fu promosso contrammiraglio. Dal 1968 al 1972 ricoprì l'incarico di Vicecapo di stato maggiore del Comando NATO delle forze navali del Mare del Nord (AFNORTH).

## Biografia

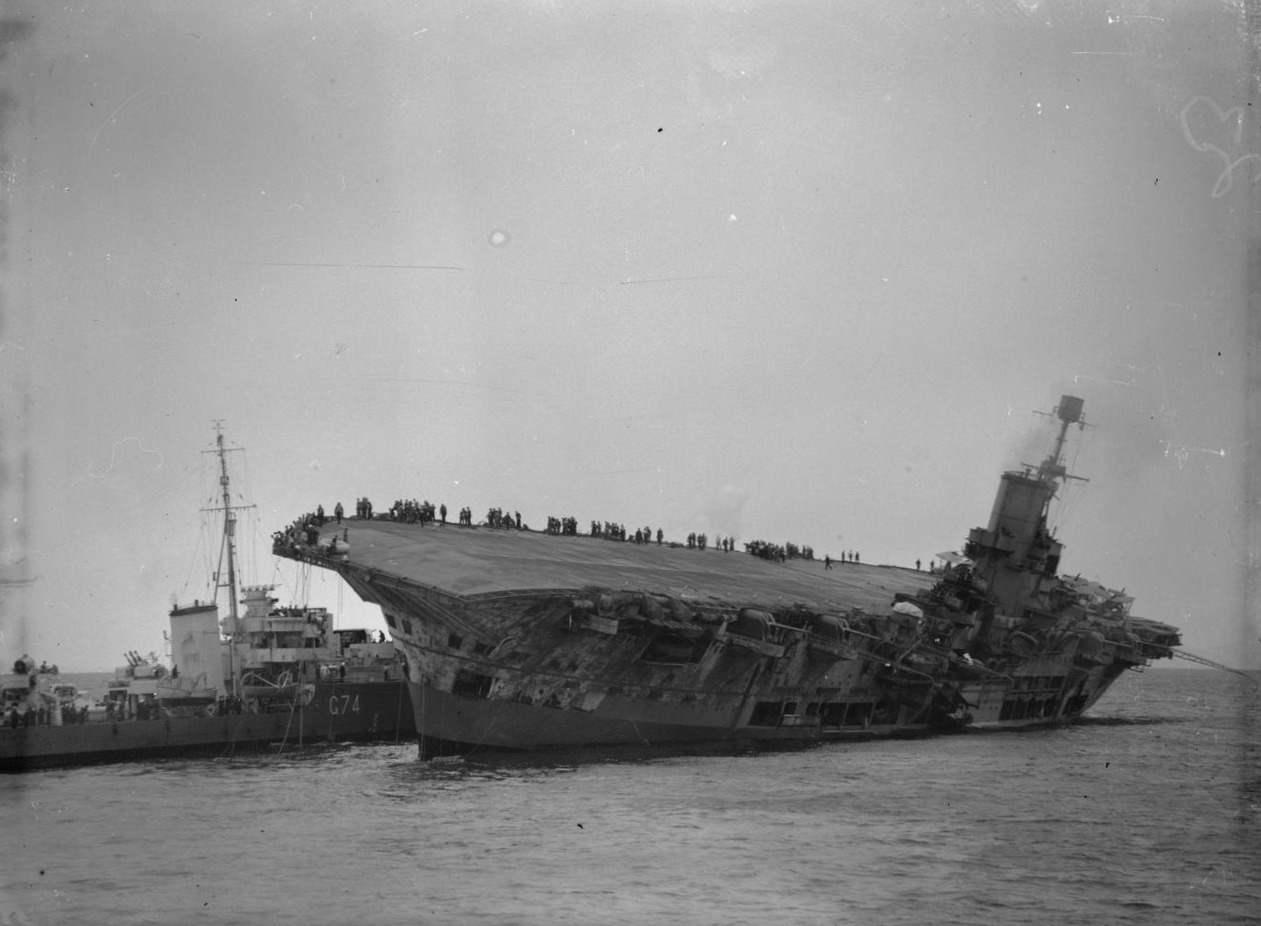
Il Cacciatorpediniere HMS Legion affianca la portaerei Ark Royal 'per raccoglierne l'equipaggio.

Nacque il 6 marzo 1915, ed entrò nella Kriegsmarine il 26 settembre 1934 come cadetto. Fu trasferito al settore degli U-Boote nell'ottobre 1939, poco dopo lo scoppio della seconda guerra mondiale, imbarcandosi sull'U-28, allora al comando del Kapitänleutnant Günter Kuhnke.
Assunse il comando dell''U-28 nell'autunno del 1940, mentre l'unità era assegnata alla flottiglia della scuola sommergibili.  Già decorato con la Croce di Ferro di II classe il 23 marzo 1940, assunse il comando del nuovo sommergibile U-81 il 26 aprile 1941, trasferendolo da Kiel alla base di Brest. Con questo battello svolse tre missioni di pattugliamento nell'Oceano Atlantico affondando due navi. Decorato con l'U-Boot-Kriegsabzeichen l'8 luglio 1941, fu promosso al grado di Kapitänleutnant il 1 settembre successivo e trasferito con il sommergibile ad operare nel Mediterraneo, in forza alla 29. Unterseebootsflottille. Dopo aver forzato lo stretto di Gibilterra per raggiungere il porto di La Spezia (Italia), affondò con un solo siluro la portaerei inglese Ark Royal il 13 novembre 1941. Per questa impresa fu decorato con la Croce di Cavaliere della Croce di Ferro, e il 15 novembre successivo fu menzionato nel Wehrmachtbericht.
Dopo altre sei missioni di pattugliamento, in cui affondò altre navi mercantili, all'inizio del 1943 lasciò il teatro operativo del Mediterraneo, assegnato allo Stato maggiore del comandante dei sommergibili, ammiraglio Karl Dönitz.
L'8 gennaio 1943 ricevette le Foglie di Quercia sulla Croce di Cavaliere, consegnategli personalmente da Adolf Hitler presso il Quartier generale di Rastenburg, nel corso di un'apposita cerimonia. Al termine Hitler ricevette in privato Dönitz e il viceammiraglio Theodor Krancke, informando il primo che avrebbe rimpiazzato il Grande Ammiraglio Erich Raeder nella carica di Oberbefehlshaber der Marine.
Il 23 dello stesso mese assunse il comando del sommergibile U-847, e il 15 maggio fu trasferito al comando del sommergibile U-513, appartenente alla Classe Tipo IXC, ma mentre effettuava una missione di pattugliamento al largo della costa brasiliana, dopo aver affondato quattro navi e danneggiato gravemente una quinta, il sommergibile fu attaccato ed affondato da un idrovolante Martin PBM Mariner il 16 luglio 1943. Dell'equipaggio del sottomarino di salvarono solo lui e altri sei, ritrovati il giorno successivo a bordo di una zattera di salvataggio, dalla nave appoggio idrovolanti americana AVP-10 Barnegat.
Gravemente ferito fu operato e poi ricoverato in un ospedale prima di essere trasferito a Fort Hunt, negli Stati Uniti, il 25 settembre 1943. Rinchiuso nel campo di concentramento di Crossville, verso la fine di gennaio del 1944 fu trasferito presso il Papago Park Camp vicino a Phoenix, in Arizona. Il 14 febbraio successivo evase insieme ad August Maus, ma fu ripreso vicino a Tucson.
Nella notte tra il 23 e il 24 dicembre evase nuovamente con altri venticinque prigionieri, tra cui Jürgen Quaet-Faslem, ma fu ricatturato il 6 gennaio 1945 a 10 miglia dal confine con il Messico. Trasferito a Camp Shanks, nello stato di New York, vi rimase fino al febbraio 1946 quando fu rimpatriato in Germania per essere rinchiuso in un compound nella zona d'occupazione britannica. Definitivamente rilasciato nell'agosto, conseguì la laurea in architettura prima di rientrare in servizio nella Bundesmarine nel 1956. Dopo gli studi presso il Naval War College di Newport (Rhode Island), fu promosso Contrammiraglio e terminò la carriera militare come Vicecapo di stato maggiore del Comando NATO delle forze navali del Mare del Nord(AFNORTH), con Quartier generale a Kolsås, in Norvegia. Ritiratosi definitivamente il 31 ottobre 1972, si stabilì a Erlenbach am Main. Negli ultimi anni soffrì della malattia di Alzheimer.
Morì in circostanze misteriose: il 13 maggio 1988 uscì di casa per fare una passeggiata nella foresta e non fece più ritorno. Il suo corpo in decomposizione fu scoperto solo due anni dopo e identificato tramite la fede nuziale. Sua moglie morì il 21 gennaio 1991.

## Promozioni
- Seekadett il 26 settembre 1934
- Obermatrose il 1 ottobre 1934
- Oberstabsmatrose il 1 gennaio 1935
- Fähnrich zur See 1 luglio 1935
- Oberfähnrich zur See il 1 gennaio 1937
- Leutnant zur See il 19 aprile 1937
- Oberleutnant zur See il 13 aprile 1939
- Kapitänleutnant il 1 settembre 1941
- Korvettenkapitän il 1 febbraio 1956
- Fregattenkapitän il 1 febbraio 1957
- Kapitän zur See il 1 settembre 1961
- Flottillenadmiral il 29 novembre 1966
- Konteradmiral il 31 ottobre 1968

### Annotazioni
1. ↑  Il relitto del sommergibile è stato ritrovato nel luglio 2011, a 120 km a est della città brasiliana di Florianópolis, da una spedizione condotta da Vilfredo Schürmann. L'U75 giace a 75 metri di profondità, alle coordinate 27° 17' S, 47° 32' W. Un documentario traccia la vita di coperta e la vita operativa del sommergibile, e la carriera di Friedrich Guggenberger.
2. ↑  Ricoprì questo incarico per quattro anni.

### Fonti
1. 1 2 3 4 5 6 7 8  Brescia 2000, p. 10.
2. ↑  (DE) Friedrich "Fritz" Guggenberger, su Kriegsmarine Crew 34. URL consultato il 9 giugno 2013 (archiviato dall'url originale il 4 marzo 2016).
3. 1 2 3 4 5 6  Guggenberger's career at Uboat.net
4. ↑  Rossiter 2006, p. 329.
5. ↑  Stockert 1997, pp. 190-191.
6. ↑  Merten 2004, pp. 497-498.
7. ↑  Das Geheimnis von U 513 Archiviato il 5 gennaio 2014 in Internet Archive., Teil 2 der fünfteiligen ZDF-Dokumentation „Geheimnisse des Zweiten Weltkriegs“, ausgestrahlt am 13. November 2012. (Aussage: Wrack von U 513 liegt auf 130 Tiefe, dokumentiert mit Video.)
8. ↑  Gesunkenes deutsches U-Boot vor Brasilien entdeckt, Nachricht auf t-online.de vom 17. Juli 2011. (Aussage: Wrack von U 513 liegt auf 75 Tiefe, vermutlich Verwechslung mit der Länge des U-Bootes)
9. 1 2  Scherzer 2007, p. 355.
10. 1 2 3 4  Busch, Röll 2003, p. 165.
11. 1 2  Thomas 1997, p. 231.

### Periodici
- Maurizio Brescia, U-boote in Mediterraneo. Parte 1ª, in Storia Militare, n. 84, Parma, Ermanno Albertelli Editore, settembre 2000,  pp. 4-21, ISSN 1122-5289.